# Rap braucht kein Abitur
Rap braucht kein Abitur – druga płyta niemieckiego rapera Bass Sultan Hengzt wydana w 2003 roku.

## Lista utworów
1. Intro (feat. Maksey) – 0:25
2. Fick deine Mutter du Bastard (feat. Mr Long) – 3:15
3. Homie (Opfer Anthem) – 2:48
4. Westberlin – 2:58
5. Rap braucht kein Abitur (Rapstudent) – 3:22
6. Highjack (feat. King Orgasmus One & Serk) – 2:32
7. Casino – 3:07
8. Disstory – 3:29
9. Ich sauf mich zu (feat. Frauenarzt) – 5:21
10. Bass Sultan Hengzt pres. Frederick – 2:27
11. Ich änder’ mich niemals (feat. Queen Cuba 1st) – 2:25
12. Ahaaha (feat. Panik, Godsilla, She-Raw & Serk) – 4:10
13. Casino (RMX) (feat. Gino Casino, Chucky, Frauenarzt, Sady K, Kaisaschnitt, King Orgasmus One & Godsilla) – 4:28
14. Outro (feat. Primo) – 1:34
15. Amstaff Anthem – 2:08 (utwór dodatkowy)